# 石田繁之介
石田 繁之介（いしだ しげのすけ、1918年（大正7年）1月1日 - 2013年（平成25年）4月10日は、日本の建築家、建築史学者。三井不動産常務取締役を務めた。

## 来歴・人物
京都府京都市生まれ。1941年（昭和16年）東京工業大学建築学科卒。
鹿島建設を経て霞が関ビル建設を機に三井不動産へ移る。技術担当常務取締役を務め、1994年（平成6年）顧問を退任した。
2013年4月10日、脳梗塞で亡くなる。95歳没。

## 著書
- 『超高層ビル 最初の試みの記録』中公新書、1968年。ISBN 978-4121001559。
- 『三井本館と建築生産の近代化』鹿島出版会、1988年。ISBN 978-4306042384。
- 『三井の建築家 三井合名をめぐって』三友新聞社、1992年。
- 『三井の集会所 有楽町から札幌まで』日刊建設通信新聞社、1993年。ISBN 978-4930738288。
- 『三井の土地と建築 R.W.アーウィンの事績にもふれて』日刊建設通信新聞社、1995年。ISBN 978-4930738387。
- 『綱町三井倶楽部 J.コンドルの建築をめぐって』中央公論美術出版、2001年。ISBN 978-4805504000。
- 『三井の建築六十年の軌跡』南風舎、2003年。ISBN 978-4782403075。
- 『ジョサイア・コンドルの綱町三井倶楽部』南風舎、2012年。ISBN 978-4782412091。